# Torre Cadillac
La Torre Cadillac (Cadillac Tower in inglese) è un grattacielo di Detroit in Michigan. È iscritta al registro nazionale dei siti storici dal 18 ottobre 1984.

## Storia
Progettato dallo studio d'architettura Bonnah & Chaffee, l'edificio venne costruito a partire dal 1926 e venne inaugurato nel 1927 con il nome di Torre Barlum in onore di John J. Barlum, il quale ne finanziò la costruzione. Barlum era il presidente della Barlum Realty Co. e della New Cadillac Development Co. ed era divenuto ricco grazie all'impresa d'imballaggi per la carne di suo padre. La torre fu, all'epoca della sua inaugurazione, il primo edificio a superare i 40 piani d'altezza fuori dalle città di New York e Chicago.
Tra il 1994 e il 2000 una facciata del grattacielo accolse un murale esteso su 14 piani ritraente Barry Sanders, celeberrimo giocatore di football americano dei Detroit Lions. Questo murale venne quindi sostituito da uno del giocatore di hockey su ghiaccio Steve Yzerman, stella dei Detroit Red Wings. La facciata accoglie oggi un cartellone pubblicitario del casinò MGM Grand Detroit presentante un leone.
A gennaio 2008 la città di Detroit e il gruppo proprietario della Torre Cadillac, la Northern Group, Inc., annunciarono i piani del Cadillac Center, un complesso residenziale, commerciale e dedicato allo svago che avrebbe dovuto essere costruito a lato del grattacielo. Concepito dall'architetto Anthony Caradonna, questo progetto venne successivamente definitivamente abbandonato.

## Descrizione
L'edificio si trova al 65 di cadillac Square nella downtown di Detroit, non lontano dal Renaissance Center.
Il grattacielo, che presenta uni stile neogotico, ha un'altezza di 133 metri (176 metri se si considera anche l'antenna sommitale) e 40 livelli fuori terra più due seminterrati; questo ne fa il dodicesimo grattacielo più alto di Detroit. La facciata presenta un rivestimento in mattoni e terra cotta.
L'edificio ospita il dipartimento di pianificazione e sviluppo della città di Detroit così come il dipartimento per lo svago. L'antenna sommitale è utilizzata dalla emittenti radio locali WMXD e WLLZ e dall'emittente TV WLPC-CD.